# Negative Creep
Negative Creep est une chanson du groupe américain de grunge Nirvana, écrite par Kurt Cobain et figurant sur l'album Bleach, sorti en 1989.

## Thèmes et composition
Kurt Cobain y hurle à gorge déployée par-dessus un riff répétitif et s'y définit comme un « raté défaitiste » en rapport à sa situation précaire du moment, où il était sans argent, sans domicile fixe et commençait à prendre différentes drogues. Pour Isabelle Chelley, la chanson symbolise le groupe « dans sa version la plus primitive et jubilatoire » alors que les vers « This is out of our range, and its crowd, This is getting to be a drone! » (« C'est hors de notre portée, et ça grandit, tout cela va devenir incontrôlable ») semblent évoquer de façon prémonitoire l'avenir de Nirvana. Selon Chuck Crisafulli, la phrase du refrain « Daddy's little girl ain't a girl no more » est un clin d'œil à la chanson Sweet Young Thing Ain't Sweet No More du groupe Mudhoney.

## Accueil
En 2004, le magazine New Musical Express la classe en 17e position de sa liste des 20 meilleures chansons de Nirvana. En 2014, elle figure en 8e position d'une liste des 10 meilleures chansons de Nirvana établie par Stereogum, qui évoque une « ode glaciale à la maladresse en société ». Pour Josephine Gage, d'IGN, c'est « l'exemple parfait du véritable son grunge de Seattle ». Pour Sputnikmusic, qui lui donne la note de 4,5/5, c'est l'une des chansons les plus féroces et sarcastiques du groupe.

## Reprises
La chanson a notamment été reprise par le groupe d'heavy metal Tura Satana sur leur album Relief Through Release (1997) ; par Machine Head sur leur maxi Take My Scars (1997) ; par Dee Dee Ramone sur l'album en hommage à Nirvana Smells Like Bleach: A Punk Tribute to Nirvana (2001) ; par Velvet Revolver en tant que face-b de leur single Slither (2004).